# 格拉納達 (梅塔省)
格拉納達是哥倫比亞的城鎮，位於該國中部，由梅塔省負責管轄，距離首府比亞維森西奧180公里，面積11,229平方公里，海拔高度410米，主要經濟活動是農業、畜牧業、旅遊業和漁業，2005年人口50,837。
3°20′00″N 73°50′00″W / 3.33333°N 73.8333°W